# Chang Yaw-Teing
Chang Yaw-Teing (張耀騰T, 张耀腾S, Zhāng YàoténgP; 28 marzo 1968) è un ex giocatore di baseball taiwanese.

## Palmarès

### Olimpiadi
- Argento a Barcellona 1992.